# Willy Wonka
Willy Wonka è un personaggio immaginario che appare nel romanzo per bambini dell'autore britannico Roald Dahl La fabbrica di cioccolato (1964) e nel suo sequel Il grande ascensore di cristallo (1972). È l'eccentrico fondatore dell'enorme fabbrica di cioccolato Wonka.
Un personaggio simile è realmente esistito: Forrest Edward Mars, Sr., fondatore della ditta Mars, Incorporated, noto per la sua eccentricità e il suo lato maniacale, da cui ebbe il suo soprannome "Howard Hughes dei dolciumi".
Nel 2007, la rivista Forbes ha classificato la Wonka Industries come la tredicesima azienda fittizia più grande, valutata 21 miliardi di dollari. Secondo la rivista Wired, occupa il secondo posto nella classifica delle 50 più grandi aziende immaginarie.
Nel 1971, Willy Wonka è stato interpretato da Gene Wilder nel film Willy Wonka e la fabbrica di cioccolato. Il ruolo di Wilder è considerato molto amato e uno dei suoi ruoli più ricordati. Il ruolo di Johnny Depp del personaggio in La fabbrica di cioccolato del 2005 ha polarizzato critica e pubblico. Timothée Chalamet ha interpretato il personaggio in un film prequel che racconta le sue origini, intitolato Wonka (2023) e la sua performance ha ricevuto recensioni contrastanti. Wilder, Depp e Chalamet hanno ricevuto tutti una nomination ai Golden Globe come miglior attore in un film commedia o musicale per le loro interpretazioni.

## Apparizioni

### La fabbrica di cioccolato
Nel romanzo di Dahl, Willy Wonka è descritto come un uomo piccolo e snello, che sfoggia un pizzetto nero appuntito. L'autore si preoccupa di sottolineare la sua intelligenza, che riecheggia chiaramente nel suo "viso illuminato di divertimento e risate" e i "suoi occhi meravigliosamente luminosi". Ha una voce acuta e flautata e i suoi gesti sono singolari e saltellanti "come uno scoiattolo", anche se in seguito dice a Charlie che è "molto più vecchio di quanto pensi". Indossa un cappotto viola, pantaloni verdi e un cappello a cilindro, e tiene in mano un bastone con il manico d'oro. È entusiasta, loquace, amichevole e affascinante, ma a volte è insensibile ed è stato portato a glossare l'autocritica. È descritto come il cioccolatiere più straordinario del mondo. Viene aiutato a produrre il cioccolato dai suoi Umpa Lumpa, descritti come omini che sanno cantare molto bene.
Sul sito della casa editrice francese Gallimard Jeunesse, la scheda afferma che Willy Wonka è "un geniale inventore, un vero mago del cioccolato" che "ha una spiccata avversione per i bambini viziati, i golosi e gli idioti della televisione".
Wonka ama moltissimo la sua fabbrica. Quando uno dei bambini, Augustus Gloop, ha interferito con il processo di produzione del cioccolato ed è caduto in un tubo di scarico, il signor Wonka ha sviluppato un sadico senso dell'umorismo. Il destino dei bambini non gli interessa particolarmente, anche se mantiene la sua promessa e regala loro così tanta cioccolata che durerà per il resto della loro vita. I lettori apprendono che è molto più vecchio di quanto sembri, e sta cercando un erede, poiché non è sposato e non ha figli.
Nel romanzo, Wonka ha nascosto cinque biglietti d'oro all'interno delle sue tavolette di cioccolato, le tavolette Wonka. I bambini che li trovano vengono ricompensati con una visita della sua fabbrica, ciascuno accompagnato da un adulto a loro scelta, e una scorta di cioccolato a vita. I bambini non sanno, però, che il tour è anche una gara per mettere alla prova il loro carattere morale. Con il procedere del tour, quattro dei bambini vengono eliminati, lasciando vincitore Charlie Bucket. A questo punto, Wonka rivela che il vero premio non è un carico enorme di dolci come diceva, ma la fabbrica stessa, poiché, essendo anziano e non avendo famiglia o amici stretti, ha bisogno di qualcuno che se ne occupi e si prenda cura degli Umpa Lumpa che ci lavorano una volta in pensione.

### Il grande ascensore di cristallo
Wonka sale a bordo del grande ascensore di cristallo con Charlie e la sua famiglia e si collega allo Space Hotel USA, e dopo uno scherzo iniziale di Wonka al Presidente, l'uomo e tutta la famiglia di Charlie devono salvarsi veramente da una razza di pericolosi extraterrestri, i Cnidi Vermicolosi. Lo Space Hotel rintraccia l'ascensore fino alla fabbrica di Wonka. Dopo un'altra avventura nella fabbrica, dovuta a un capriccio dei nonni di Charlie Wonka va quindi con Charlie e la sua famiglia alla Casa Bianca negli Stati Uniti, in quanto tutti, Wonka e la famiglia Bucket, riceveranno un'onorificenza per aver salvato l'hotel dai Cnidi.

## Adattamenti cinematografici

### Willy Wonka e la fabbrica di cioccolato (1971)
Nel film, Willy Wonka (qui interpretato da Gene Wilder) ha nascosto cinque biglietti dorati tra le sue famose tavolette Wonka. I cercatori di questi biglietti speciali riceveranno un tour completo della sua fabbrica strettamente sorvegliata, oltre a una scorta di cioccolato a vita. Durante il tour, Wonka tenta ciascuno dei bambini cattivi a disobbedire ai suoi ordini con qualcosa legato ai loro difetti di carattere individuale. Uno per uno, ogni bambino scompare dal tour, finché alla fine Charlie Bucket è l'unico bambino rimasto. Tuttavia, anche Charlie e il nonno Joe hanno ceduto alla tentazione a questo punto e hanno assaggiato la bevanda frizzo-sollevante, della linea sperimentale di bevande del signor Wonka che dà al bevitore il potere di fluttuare temporaneamente. Le bevande, ancora troppo forti, portarono Charlie e nonno Joe vicino alla morte.
Wonka informa Charlie che il tour è finito, congeda bruscamente lui e il nonno Joe e scompare nel suo ufficio senza menzionare il premio promesso di una scorta di cioccolato a vita. Entrambi vanno nell'ufficio di Wonka per affrontarlo. Nonno Joe chiede del premio, ma Wonka gli dice che Charlie non lo riceverà perché ha infranto le regole, riferendosi con rabbia alla clausola di decadenza del contratto che i possessori del biglietto hanno firmato all'inizio del tour. Il consumo di bibite gassate da parte di Charlie è pari a un furto, quindi ha violato il contratto e non ottiene nulla. Wonka poi li congeda con un furioso arrivederci. Nonno Joe lo rimprovera con rabbia per aver distrutto le speranze di suo nipote, ma Wonka è impassibile e lo congeda di nuovo con rabbia.
Nonno Joe giura di vendicarsi di Wonka vendendo il "succhia succhia che mai si consuma" (una specie di Gobstopper che dura a tempo indeterminato) a Slugworth (il principale rivale di Wonka), ma in onesto riconoscimento delle sue malefatte, Charlie decide di riportare il succhia succhia alla scrivania di Wonka prima di voltarsi per andarsene. Wonka gli dice con gioia che ha superato il test, ripristina il suo premio, si scusa con Charlie e rivela che Slugworth, che aveva spiato i bambini, era in realtà il suo stesso dipendente sotto mentite spoglie.
Il trio entra nell'ascensore di cristallo, che va in alto nel cielo quando Wonka rivela che il primo premio è in realtà l'intera fabbrica e attività, che Charlie riceverà quando Wonka si ritirerà, e nel frattempo Charlie e tutta la sua famiglia si trasferiranno nella fabbrica. Wonka ricorda a Charlie di non dimenticare cosa è successo a chi ottiene tutto ciò che ha sempre voluto: "Vissero per sempre felici e contenti".
L'aspetto del personaggio nel film differisce da quello immaginato da Roald Dahl: è infatti piuttosto alto e relativamente giovane, non oltre i quarant'anni. Anche se indossa il suo cappotto color viola prugna, il suo cappello è marrone. Indossa pantaloni beige abbinati al papillon e un panciotto a fiori color malva. Ha anche un bastone. I suoi capelli sono biondi e ricci. Il suo sguardo rimane illuminato e furtivo, rispettando una delle caratteristiche principali del personaggio. La sua andatura è vivace e infantile e, dato che il film è un musical, balla.
Sebbene la sua personalità rimanga generalmente la stessa del romanzo, qui è più annoiato. Filosofo e colto, cita spesso libri e poesie, tra cui "Sea-Fever" di John Masefield ("Non chiedo altro che una nave e una bella stella che guidi la rotta in mare"), e il famoso "Caramello è bello, ma liquore è meglio" da "Reflections on Ice-Breaking" di Ogden Nash, tra molti altri. Molto più complesso della sua controparte letteraria e affetto da disturbo schizotipico di personalità, è imprevedibile, burlesco, delirante, spesso disgustato dalla compagnia dei bambini viziati e dei loro genitori, molto aperto con i suoi dipendenti Umpa Lumpa e molto generoso con Charlie. Verso la fine del film, mette alla prova la coscienza di Charlie rimproverandolo e finge di negargli qualsiasi ricompensa, ma assumendo un ruolo quasi paterno quando Charlie, dopotutto, si dimostra onesto.
La canzone del personaggio, Pure Imagination, composta da Leslie Bricusse e Anthony Newley, è diventata un classico della cultura inglese ed è stata interpretata da Maroon 5, Mariah Carey e Josh Groban.

### La fabbrica di cioccolato (2005)
Willy Wonka, qui interpretato da Johnny Depp, è ancora una volta il proprietario di una enorme e famosa fabbrica di cioccolato. A causa di problemi di spionaggio industriale ha licenziato tutti i suoi dipendenti, tra cui Joe, il nonno di Charlie, e ha chiuso la sua fabbrica per molti anni. A un certo punto, Wonka annuncia un concorso in cui cinque biglietti d'oro sono stati nascosti sotto gli involucri delle sue tavolette in tutto il mondo. I cercatori riceveranno ciascuno un tour della fabbrica e una scorta di cioccolato a vita; inoltre, un vincitore riceverà un premio speciale al termine del tour. Charlie è l'ultimo bambino a trovare un biglietto d'oro.
Il giorno del tour, Wonka saluta i vincitori e gli adulti che li accompagnano ai cancelli della fabbrica e li conduce attraverso l'edificio. Uno per uno, tutti i bambini tranne Charlie soccombono alle tentazioni offerte da Wonka e vengono rimossi dal tour. Wonka offre a Charlie la possibilità di vivere e lavorare con lui in fabbrica, spiegando che lo scopo del concorso era trovare un successore che subentri come proprietario una volta che si sarà ritirato. Tuttavia, Wonka si aspetta che Charlie lasci la sua famiglia alle spalle per sempre, vedendo la famiglia come un ostacolo alla libertà creativa di un cioccolatiere.
L'atteggiamento e le convinzioni di Wonka derivano da un'infanzia travagliata, in cui suo padre Wilbur, un importante dentista, gli proibiva di mangiare qualsiasi dolce e gli faceva indossare un grande e ingombrante apparecchio per mantenere i suoi denti in buone condizioni. Un giorno Willy ha assaggiato segretamente delle caramelle e ne è rimasto immediatamente affascinato, scappando di casa per intraprendere una carriera di cioccolatiere. Quando tornò a casa, scoprì che Wilbur aveva spostato la casa in un luogo sconosciuto, fedele alla promessa fatta molti anni prima che, se Willy fosse scappato, Wilbur non sarebbe stato lì quando fosse tornato.
Charlie, che non è disposto a separarsi dalla sua famiglia, rifiuta l'offerta, spingendo Wonka a cadere in una profonda depressione che indebolisce la sua creatività e fa soffrire i suoi affari. Con l'aiuto di Charlie, Willy individua Wilbur. Mentre Wilbur riconosce il figlio controllando i suoi denti, Charlie scopre che Wilbur è sinceramente orgoglioso di suo figlio, avendo salvato ogni ritaglio di notizie del successo di Wonka. I due si riconciliano e Wonka invita l'intera famiglia Bucket a vivere nella fabbrica.
Proprio come nella versione del 1971, Willy Wonka in questo film è molto diverso dal personaggio del romanzo: infatti, nell'adattamento del 2005, è molto alto e snello, di età indefinibile. I suoi occhi sono viola ma la sua carnagione è diafana, rafforzando la stranezza del personaggio. Tuttavia, indossa un look ordinato, molto dandy, ma più eccentrico rispetto al suo omologo letterario: indossa una giacca di velluto rosso, guanti lilla la cui consistenza sembra gommosa e un elegante abito scuro. Il suo colletto porta uno spillo ornato da una W, e tiene un bastone il cui pomo è bianco e nero. Inoltre, i suoi capelli marroni sfoggiano un taglio squadrato.
In questa versione, il personaggio è molto freddo e distaccato, persino misantropico, che si disinteressa alle altre persone e non cerca di fare amicizia dopo la sua esperienza con le spie di Slagworth. È anche molto severo con i bambini e molto arrogante. Nonostante i suoi difetti, mostra una certa umanità nei confronti di Charlie e inizia ad apprezzarlo e incoraggiarlo, cominciando a capire i sentimenti umani. È anche stato aggiunto un retroscena che rivela la sua travagliata educazione: il padre Wilbur (essendo un dentista) non gli permetteva di mangiare dolci a causa del potenziale rischio per i suoi denti, e il giovane Willy se ne andò di casa per diventare un cioccolatiere.

### Wonka (2023)
Un prequel intitolato Wonka, uscito il 15 dicembre 2023, è incentrato esclusivamente sulle origini del personaggio, stavolta interpretato da Timothée Chalamet.
In questa versione è un aspirante mago, inventore e cioccolatiere che sogna di aprire la propria fabbrica. Essendo ancora giovane, è ottimista e sognatore quanto bonario e ingenuo. Viene aggiunto un altro retroscena che rivela la sua educazione ancora più problematica: sua madre (che produceva tavolette di cioccolato) era già morta e Willy, dopo sette anni in giro per il mondo, si recò in Europa per aprire la sua fabbrica. Alla fine del film, dopo aver denunciato i misfatti del cartello del cioccolato locale, Willy apre l'ultima tavoletta che sua madre gli ha lasciato, che si scopre contenere un messaggio sull'importanza di condividere il cioccolato scritto su un foglio di carta dorata. Lui e l'Umpa Lumpa Lofty acquisiscono un castello abbandonato per costruire una nuova fabbrica con l'aiuto degli altri Umpa Lumpa.

## Crossover con Tom & Jerry
Nel 2017 è stato distribuito un film d'animazione direttamente su DVD intitolato Tom & Jerry: Willy Wonka e la fabbrica di cioccolato con Tom & Jerry in un adattamento del film del 1971.

## Ideazione alternativa

### Adattamento cinematografico del 2005

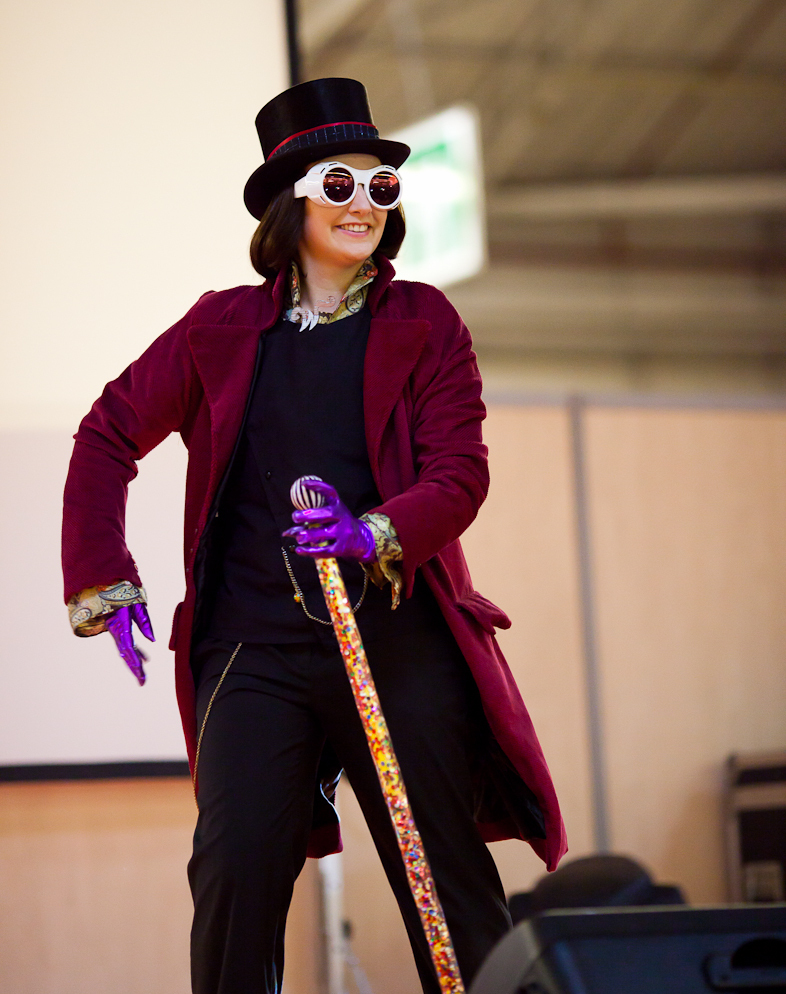
Un cosplay di Willy Wonka nel film del 2005

Quando il film del 2005 era all'inizio della produzione, Nicolas Cage era interessato a interpretare Wonka, ma presto rinunciò. Alan F. Horn, presidente della Warner Bros., voleva Tom Shadyac come regista e Jim Carrey come Willy Wonka, credendo che entrambi potessero rendere il film rilevante per il pubblico mainstream, ma la vedova di Roald Dahl, Liccy, si oppose. Dopo che fu assunto come regista nel maggio 2003, Tim Burton pensò immediatamente a Johnny Depp per il ruolo di Wonka, entrato nel cast ad agosto.
Poi Burton e lo sceneggiatore John August lavorarono insieme per creare Wilbur Wonka, un dentista e il severo padre di Willy. La Warner Bros. e Burton erano in disaccordo sulla caratterizzazione di Willy Wonka: lo studio voleva fare di Willy Wonka l'idilliaca figura paterna che Charlie Bucket aveva desiderato per tutta la vita, e Burton credeva che Wonka non sarebbe stato un buon padre, trovando il personaggio simile a un recluso.
Depp firmò il contratto senza leggere la sceneggiatura, volendo seguire un approccio completamente diverso da quello che ha fatto Gene Wilder nell'adattamento cinematografico del 1971. Depp ha dichiarato al The Ellen DeGeneres Show di aver basato il personaggio su come credeva si sarebbe comportato un George W. Bush "incredibilmente fatto".
Sono stati fatti paragoni tra Willy Wonka e Michael Jackson, a causa del comportamento più infantile di Wonka. Burton disse, scherzando: "Ecco l'accordo. C'è una grande differenza: a Michael Jackson piacciono i bambini, Willy Wonka non li sopporta. Per me questa è un'enorme differenza nell'intera faccenda della persona". Per la parte, Depp voleva sfoggiare un trucco protesico che comprendeva un lungo naso, ma Burton credeva che sarebbe stato eccessivo.

## Analisi critica

### La performance di Gene Wilder
La performance di Wilder nei panni di Willy Wonka è stata ben accolta e rimane uno dei suoi ruoli più noti. Time Out Film Guide lo ha definito "Molto divertente, con Wilder che per una volta ha dato una performance controllata in modo impeccabile nei panni del bizzarro proprietario della fabbrica di cioccolato". Il critico Jeffrey M. Anderson, di Combustible Celluloid, ha scritto: "Quando il film raggiunge effettivamente la fabbrica e Gene Wilder sale sul palco, il film viene salvato. Wilder era nel mezzo di un'incredibile serie di sottili interpretazioni comiche... e qui era al culmine dei suoi poteri." Lo stesso Wilder considerava il ruolo uno dei suoi ruoli distintivi, con i suoi parenti più prossimi che notavano di aver mantenuto di proposito la sua diagnosi di malattia di Alzheimer privata perché tanti bambini piccoli lo avrebbero riconosciuto per strada come Wonka e voleva che quegli incontri fossero esperienze gioiose.
Riguardo all'effetto di Wilder, Anderson ha scritto "Se sei un bambino, Wonka sembra magico, ma guardandolo ora, ha una spaventosa combinazione di calore, psicosi e sadismo". Kevin Carr, di 7M Pictures, ha scritto "Questa è l'eredità di Gene Wilder. Era perfetto per il ruolo, ed è stata la sua miscela di meraviglia infantile e vendetta amara e meritata che ha reso il personaggio così avvincente", mentre il critico Widgett Walls l'ha semplicemente definita "Probabilmente l'ora più bella e maniacale di Gene Wilder". Wilder ha ricevuto una nomination per il Golden Globe per il miglior attore in un film commedia o musicale per il ruolo di Willy Wonka, ma ha perso contro Chaim Topol come Tevye in Il violinista sul tetto.

### La performance di Johnny Depp
Il ruolo di Willy Wonka da parte di Johnny Depp ha polarizzato critica e pubblico. Il critico Andrew Sarris, del The New York Observer, che non ha apprezzato lo stile del film in generale, ha scritto: "Mi chiedo se anche i bambini risponderanno alle eccentricità stilistiche particolarmente prive di umorismo e fascino del signor Burton e della sua star, Johnny Depp". Anche Ann Hornaday del Washington Post ha criticato la recitazione di Depp; "L'effetto cumulativo non è carino. Né è stravagante, divertente, eccentrico o anche leggermente interessante. In effetti, durante la sua esibizione fatata e sdolcinata, Depp sembra sforzarsi così tanto per le stranezze che l'intera impresa inizia a sembrare quelle strazianti occasioni in cui i tuoi genitori hanno cercato di essere alla moda". Roger Ebert ha scritto "Depp, un attore dalle notevoli doti, non ha mai avuto paura di rischiare, ma questa volta prende quello sbagliato. Il suo Willy Wonka è un enigma in un film altrimenti per lo più delizioso di Tim Burton".
Le reazioni positive alla performance di Depp includono Owen Gleiberman di Entertainment Weekly, che ha scritto che "Johnny Depp nei panni di Willy Wonka può essere un maniaco della pietra, ma è anche uno dei classici prestigiatori pazzi di Burton, come Beetlejuice o Ed Wood". Mick LaSalle del San Francisco Chronicle ha scoperto che "tutte le risate [nel film] provengono da Depp, che dà a Willy i modi di una classica diva di Hollywood". Peter Travers ha scritto su Rolling Stone che "la versione deliziosamente folle di Depp su Willy Wonka richiede di essere vista. Depp va più a fondo per trovare i lividi sul cuore segreto di Wonka di quello che ha fatto Gene Wilder". Depp ha ricevuto una nomination per il Golden Globe per il miglior attore in un film commedia o musicale per il ruolo di Willy Wonka, ma ha perso contro Joaquin Phoenix come Johnny Cash in Walk the Line.

### La performance di Timothée Chalamet
L'interpretazione di Chalamet del personaggio ha ricevuto recensioni contrastanti. David Fear di Rolling Stone ha paragonato l'attore a un vuoto: "Vorresti che Chalamet portasse qualcosa, qualsiasi cosa, a quello che troppo spesso sembra un personaggio karaoke. Non è cattivo, è solo vuoto." Alison Willmore di Vulture ha citato la performance di Chalamet come la parte più debole del film, "il che non vuol dire che sia cattivo nel film - solo esitante, come se stesse lavorando in un linguaggio che non gli viene naturale, il che è strano."
Courtney Howard di The A.V. Club ha elogiato la performance di Chalamet: "Il suo magico presentatore non è troppo lontano da quello di Gene Wilder, come si può intravedere nella sua fisicità e nelle intonazioni vocali, ma la sua performance ha la sua influenza e facilità uniche". Anche Katie Walsh del Los Angeles Times lo ha elogiato: "[Lui] si abbandona completamente allo stupore e alle esigenze vocali del ruolo". Kristy Puchko di Mashable ha definito Chalamet "meraviglioso" nei panni di Wonka: "È decisamente adorabile, come se avesse un po' di sole in bottiglia tutto suo... Vertiginoso e genuino, Chalamet è un principe del teatro musicale, sia che balli con un ritmo travolgente ensemble o valzer con cappello e cappotto su un bastone da passeggio come partner sostitutivo".
Chalamet ha ricevuto una nomination per il Golden Globe come miglior attore in un film commedia o musicale per il ruolo.

## Merchandising
Willy Wonka è stato la mascotte di The Willy Wonka Candy Company, un vero marchio di dolciumi commercializzato dalla Nestlé Candy Shop. Sono state prodotte versioni reali della Gobstopper eterna e della barretta Wonka, insieme a una serie di altre caramelle non direttamente correlate al libro o al film. La società era nata come collegamento con il film del 1971, originariamente della Quaker Oats prima che una serie di vendite portasse all'acquisizione della società da parte di Nestlé nel 1988. Il marchio Wonka è stato interrotto nel 2015; i suoi prodotti continuano a essere prodotti con il marchio Nestlé dalla Ferrero.